# Huandoy
Der Nevado Huandoy liegt in den peruanischen Anden und ist nach dem Nevado Huascarán der zweithöchste Berg in der Cordillera Blanca. Die beiden Berge sind sich auch geographisch sehr nahe, so werden die beiden Bergmassive nur durch das Tal der Quebrada Llanganuco mit den Seen Lagunas Llanganuco (3846 m) voneinander getrennt.

## Lage
Das Gebirgsmassiv liegt 16 km östlich der Stadt Caraz an der Grenze der beiden Provinzen Huaylas und Yungay in der Region Ancash. Der Huandoy liegt im Nationalpark Huascarán. Der vergletscherte Berg befindet sich am Ende eines Bergkamms, der vom Hauptkamm der Cordillera Blanca in Richtung Westsüdwest abzweigt. Flankiert wird der Bergkamm von den Flusstälern des Río Parón im Norden sowie der Quebrada Llanganuco im Süden. Nach Osten ist der nächstgelegene Gipfel der Nevado Pisco.
Der Berg hat vier Gipfel, die jeweils über 6000 m hoch sind:
- Huandoy Hauptgipfel (6395 m)
- Huandoy Westgipfel (6356 m, ⊙)
- Huandoy Südgipfel (6160 m, ⊙)
- Huandoy Ostgipfel (6070 m, ⊙)

## Besteigungsgeschichte
1932 erfolgte die Erstbesteigung durch eine deutsche Expedition. Die Südwand von den Lagunas Llanganuco her wurde erstmals im Jahr 1976 bezwungen.